# Trofej Lestera Patricka
Trofej Lestera Patricka jedna je od neslužbenih nagrada NHL-a. Namijenjena je značajnim doprinositeljima hokejaškoj igri u SAD-u u bilo kojem svojstvu. Upravo zato što i drugo osoblje osim samih igrača može biti proglašeno dobitnicima (treneri, vršitelji dužnosti, sudci i medijski predstavnici), nagrada nema težinu poput službenih odlikovanja.
Lester Patrick bio je igrač, glavni direktor i trener njujorških „Rendžera”.

## Povijest
Dobitnike proglašava pomno odabran odbor. Jedini stalan član jest predsjednik lige, a svi ostali mijenjaju se jednom godišnje. Oni su: predstavnik guvernerâ NHL-a, predstavnik New York Rangersa, predstavnik Dvorane slavnih za kategoriju graditelja igre, predstavnik Dvorane slavnih za kategoriju igrača, član Američke dvorane slavnih, član Udruženja izvjestitelja o hokeju na ledu te član Profesionalnog udruženja pisaca u području hokeja na ledu.
Nagrada je prvi put dodijeljena u sezoni 1965./66.

### Popis dobitnika
Nakošeno ime znači da je osoba odlikovana postumno. „Više” označava veći broj funkcija odlikovane osobe, a „v. d.” vršitelja neke dužnosti u klubu.
Sezona 2004./05. otkazana je u potpunosti pa samim time i (svečana) dodjela nagrada.
| Sezona    | Zaslužnik                                                        | Uloga                       |
| --------- | ---------------------------------------------------------------- | --------------------------- |
| 1965./66. | Jack Adams                                                       | trener                      |
| 1966./67. | Charles Adams Gordie Howe James Norris (otac)                    | v. d. igrač v. d.           |
| 1967./68. | Walter Brown John Kilpatrick Tommy Lockhart                      | v. d.                       |
| 1968./69. | Bobby Hull Eddie Jeremiah                                        | igrač trener                |
| 1969./70. | Eddie Shore Jim Hendy                                            | igrač v. d.                 |
| 1970./71. | William Jennings John Sollenberger Terry Sawchuk                 | v. d. igrač                 |
| 1971./72. | Clarence Campbell John Kelly James Norris (sin) Ralph Weiland    | v. d. igrač                 |
| 1972./73. | Walter Bush                                                      | v. d.                       |
| 1973./74. | Weston Adams Charles Crovat Alex Delvecchio Murray Murdoch       | v. d. igrač trener          |
| 1974./75. | Bill Chadwick Donald Clark Tommy Ivan                            | sudac v. d. trener          |
| 1975./76. | Al Leader Stan Mikita Bruce Norris                               | sudac igrač v. d.           |
| 1976./77. | Murray Armstrong Johnny Bucyk John Mariucci                      | igrač više                  |
| 1977./78. | Phil Esposito Tom Fitzgerald William Tutt Bill Wirtz             | igrač v. d.                 |
| 1978./79. | Bobby Orr                                                        | igrač                       |
| 1979./80. | Bobby Clarke Fred Shero Ed Snider Reprezentacija sa ZOI '80.     | igrač trener v. d. više     |
| 1980./81. | Charles Schulz                                                   | v. d.                       |
| 1981./82. | Emile Francis                                                    | više                        |
| 1982./83. | Bill Torrey                                                      | v. d.                       |
| 1983./84. | Art Ross John Ziegler                                            | v. d.                       |
| 1984./85. | Jack Butterfield Arthur Wirtz                                    | v. d.                       |
| 1985./86. | John MacInnes John Riley                                         | trener                      |
| 1986./87. | Hobey Baker Frank Mathers                                        | igrač trener                |
| 1987./88. | Keith Allen Fred Cusick Bob Johnson                              | v. d. trener                |
| 1988./89. | Dan Kelly Lou Nanne Lynn Patrick Bud Poile                       | v. d. više igrač više       |
| 1989./90. | Len Ceglarski                                                    | igrač                       |
| 1990./91. | Rod Gilbert Mike Ilitch                                          | igrač v. d.                 |
| 1991./92. | Al Arbour Art Berglund Lou Lamoriello                            | trener v. d.                |
| 1992./93. | Frank Boucher Red Dutton Bruce McNall Gil Stein                  | igrač v. d.                 |
| 1993./94. | Wayne Gretzky Robert Ridder                                      | igrač v. d.                 |
| 1994./95. | Brian Mullen Joe Mullen Bob Fleming                              | igrač                       |
| 1995./96. | George Gund Ken Morrow Milt Schmidt                              | v. d. igrač više            |
| 1996./97. | Bill Cleary Seymour H. Knox Pat LaFontaine                       | v. d. igrač                 |
| 1997./98. | Neal Broten Peter Karmanos John Mayasich Max McNab               | igrač v. d. igrač više      |
| 1998./99. | Harry Sinden Ženska repr. sa ZOI '98.                            | v. d. više                  |
| 1999./00. | Mario Lemieux Craig Patrick Lou Vairo                            | igrač v. d. trener          |
| 2000./01. | Gary Bettman Scotty Bowman David Poile                           | v. d. trener v. d.          |
| 2001./02. | Herb Brooks Larry Pleau Reprezentacija sa ZOI '60.               | trener više                 |
| 2002./03. | Ray Bourque Ron DeGregorio Willie O'Ree                          | igrač v. d. igrač           |
| 2003./04. | John Davidson Mike Emrick Ray Miron                              | mediji v. d.                |
| 2005./06. | Red Berenson Marcel Dionne Reed Larson Glen Sonmor Steve Yzerman | više igrač trener igrač     |
| 2006./07. | Stan Fischler Cammi Granato John Halligan Brian Leetch           | mediji igrač v. d. igračica |
| 2007./08. | Brian Burke Phil Housley Ted Lindsay Bob Naegele                 | v. d. igrač v. d.           |
| 2008./09. | Jim Devellano Mark Messier Mike Richter                          | v. d. igrač                 |
| 2009./10. | David Andrews Cam Neely Jack Parker Jerry York                   | v. d. više trener           |
| 2010./11. | Mark Johnson Bob Pulford Tony Rossi Jeff Sauer                   | trener više v. d. trener    |
| 2011./12. | Bob Chase Wallenstein Dick Patrick                               | mediji v. d.                |
| 2012./13. | Kevin Allen                                                      | mediji                      |
| 2013./14. | Bill Daly Paul Holmgren                                          | v. d. više                  |

## Znamenitosti
- Lynn Patrick, dobitnik iz 1989., Lesterov je sin.
- Dick Patrick, dugogodišnji zaposlenik Washington Capitalsa i dobitnik nagrade iz 2012., Lesterov je unuk i Lynnov nećak.
- Šest parova očeva i sinova nagrađeno je Patrickovom nagradom: Charles i Weston Adams, Dan i John Kelly, James E. i James D. Norris, Lynn i Craig Patrick, Bud i David Poile te Arthur i Bill Writz.
- Cammi Granato jedina je žena kojoj je osobno uručena Patrickova nagrada. Osim nje, to je nakon osvajanja zlata u Naganu 1998. uspjelo i američkoj ženskoj reprezentaciji koje Granato bijaše članica.[1]